# Justicia cuzcoensis
Justicia cuzcoensis là một loài thực vật có hoa trong họ Ô rô. Loài này được Lindau mô tả khoa học đầu tiên năm 1906.